# Вердеревский, Николай Алексеевич
Николай Алексеевич Вердеревский (1753—1797) — российский государственный деятель, в 1795—1797 наместник Подольского наместничества.

## Биография
Сын статского советника Алексея Алексеевича Вердеревского (1726 — после 1788).
В 1770-х — подпоручик и поручик 2-го гренадерского полка. В 1778 — капитан артиллерийского полка.
В 1780 — артиллерии майор, советник правителя Тверского наместничества.
В 1783 — коллежский советник, председатель верхнего земского суда Тверского наместничества.
В 1785 — статский советник, председатель гражданского суда Новгородского наместничества.
В 1786—1795 — поручик правителя (вице-губернатор) Олонецкого наместничества. В 1786—1787 исполнял обязанности правителя наместничества, так как назначенный на эту должность Иван Г. Редер в губернию не прибыл.
В 1788 награждён орденом Святого Владимира 3-й степени, 28 июня 1796 — орденом Святой Анны.
С 1793 — действительный статский советник.
В 1795—1797 — правитель Подольского наместничества. После образования Подольской губернии (1796) исполнял обязанности губернатора.
Застрелился в ночь на 12 апреля 1797 года.
Жена — Елизавета Михайловна Извекова, с 1790 года владела собственной лесопилкой близ Петрозаводска. Пережила мужа. Дети: Нил (1782 — до 1837), Тимофей, Екатерина.